# Korea Shipbuilding & Offshore Engineering
Korea Shipbuilding & Engineering Company (KSOE) is een Zuid-Koreaans bedrijf met diverse grote scheepswerven. KSOE is in 2019 opgericht, maar de geschiedenis gaat terug tot 1973.

## Geschiedenis
In 2019 werd Hyundai Heavy Industries Co. opgesplitst. Een nieuw bedrijf met de naam Korea Shipbuilding & Offshore Engineering (KSOE) werd opgericht waarin de drie scheepswerven Hyundai Heavy Industries, Hyundai Samho Heavy Industries en Hyundai Mipo Dockyard en nog wat kleinere belangen zijn ondergebracht.
Grootaandeelhouder is HD Hyundai. Dit is sinds 2022 de nieuwe naam voor Hyundai Heavy Industries Holdings (HHI). De naamswijziging had mede tot doel de rol als investeringsgerichte holding te benadrukken.

## Activiteiten
KSOE is actief in de scheepsbouw, maakt installaties voor de offshore industrie en heeft belangen in de opwekking van hernieuwbare energie zoals zonnepanelen en windturbines. Scheepsbouw is verreweg de meest belangrijke activiteit, ze vertegenwoordigde in 2021 zo'n 85% van de totale omzet en had toen een nagenoeg even groot aandeel in de totale activa.
De werven bouwen schepen die gekenmerkt door een grote mate van complexiteit zoals containerschepen, gastankers voor het transport van lng en lpg, boorschepen en marineschepen. Het bouwt ook motoren die de aandrijving van de schepen verzorgen.
| Jaar | Omzet  | Bedrijfs- resultaat | Netto- resultaat |
| ---- | ------ | ------------------- | ---------------- |
| 2020 | 14.904 | 74                  | −835             |
| 2021 | 15.493 | −1385               | −1141            |
| 2022 | 17.302 | −356                | −295             |

## Bedrijfsonderdelen
KSOE heeft veel belangen in de scheepsbouwindustrie. In de lijst hieronder staan de belangen, met tussen haakjes het aandelenbelang dat KSOE er in had op 31 maart 2023:
- Hyundai Heavy Industries – scheepswerf voor grote schepen (78,02%)
- Hyundai Samho Heavy Industries – scheepswerf (95,69%)
- Hyundia Mipo Dockyard – scheepswerf voor Kleine en middelgrote schepen (42,4%)
- Hyundai Energy Solutions – zonnepanelen (53,57%)
- KOMAS – transport (100%)
- HHI MOS – (100%)
- HHI Sports – voetbalclub (100%)
- Changjuk Wind Power – windturbines (43%)
- Taebaek Guinemi Wind Power- windturbines (37,5%)
- Taebaek Wind Power- windturbines (35%)